# Залужье (Ярославский район)
Залужье — деревня в Ярославском районе Ярославской области России, входит в состав Заволжского сельского поселения, относится к Точищенскому сельскому округу.

## География
Расположена в 27 км на северо-восток от центра поселения посёлка Заволжье и в 29 км на северо-восток от Ярославля.

## История
В конце XIX — начале XX века деревня являлась центром Залужской волости Даниловского уезда Ярославской губернии.
С 1929 года деревня входила в состав Ушаковского сельсовета Ярославского района, в 1946—1957 годах в составе Толбухинского района, с 1954 года — в составе Точищенского сельсовета, с 2005 года — в составе Заволжского сельского поселения.

## Население
| 1859 | 1914 | 2002 | 2007 | 2010 |
| ---- | ---- | ---- | ---- | ---- |
| 196  | ↗297 | ↘0   | ↗1   | ↘0   |